# Niphaea mexicana
Niphaea mexicana är en tvåhjärtbladig växtart som beskrevs av Conrad Vernon Morton. Niphaea mexicana ingår i släktet Niphaea och familjen Gesneriaceae. Inga underarter finns listade i Catalogue of Life.